# Talal Yousef
Talal Yousef (Baréin, 24 de febrero de 1975) es un exfutbolista de Baréin que jugaba en la posición de centrocampista.

## Carrera

### Club
| Periodo   | Club             |
| --------- | ---------------- |
| 1992–1995 | Riffa SC         |
| 1995-1998 | Isa Town Club    |
| 1998-2001 | Riffa SC         |
| 2001-2002 | Malkiya Club     |
| 2002-2004 | Riffa SC         |
| 2004–2007 | Al Kuwait Kaifan |
| 2007–2008 | Qadsia SC        |
| 2008–2011 | Riffa SC         |

### Selección nacional
Jugó para Baréin en 81 ocasiones de 1998 a 2009 y anotó 23 goles; participó en dos ediciones de la Copa Asiática.

## Logros

### Club
- Liga Premier de Baréin (4): 1993, 1997, 2000, 2003
- Copa del Rey de Baréin (1): 2010
- Copa FA de Baréin (3): 2000, 2001, 2004
- Copa Príncipe de la Corona de Baréin (3): 2002, 2003, 2004
- Liga Premier de Kuwait (2): 2005-06, 2006-07
- Copa Federación de Kuwait (1): 2007-08
- Copa Al Khurafi (1): 2005

### Individual
- Equipo Ideal de la Copa Asiática 2004.
- Goleador de la Copa de Naciones del Golfo de 2004.
- Mejor Jugador de la Copa de Naciones del Golfo de 2004.